# مانويلا غونزاليس (لاعبة كرة قدم)
مانويلا غونزاليس (بالإسبانية: Manuela González)‏ هي لاعبة كرة قدم كولومبية، ولدت في 29 أغسطس 1995.

## روابط خارجية
- مانويلا غونزاليس على موقع الاتحاد الدولي (مؤرشف)  (الإنجليزية)
- مانويلا غونزاليس على موقع الاتحاد الأوربي (الإنجليزية)
- مانويلا غونزاليس على موقع قاعدة بيانات كرة القدم.إي يو (الإنجليزية)
- مانويلا غونزاليس على موقع Soccerway.com (الإنجليزية)